# ワールドサッカーダイジェスト
ワールドサッカーダイジェスト（WORLD SOCCER DIGEST、略称WSD）は、日本スポーツ企画出版社が発行している海外サッカー専門誌。発売日は毎月第1・3木曜日。

## 概要
1994年に創刊された。No.001～007号（1994年10月～95年4月）までは、週刊サッカーダイジェストの増刊号として発行されていた。No.008～061号（1995年6月～99年11月）まで月一回、No.062号（1999年11月4日号）より毎月第1・3木曜日の月2回発行となっている。
雑誌の付録としてほぼ毎号に選手のポスター（表裏各一名ずつ）があり、年末号にはカレンダーが付属されている。また、過去にはスーパーゴール等が収録されているDVDも付いてくる事があった。姉妹誌に「サッカーダイジェスト」があり、過去には「ワールドサッカーダイジェストEXTRA」もあった。

## 内容
その名の通り海外サッカーを取り上げた誌面であるが、創刊当初は三浦知良がジェノアに移籍した頃だったこともあり、イタリア・セリエAに関する記事が多かった。日本国内における海外サッカーの認知度、人気の高まりに合わせてイングランド・プレミアリーグ、スペイン・ラ・リーガを扱う記事も増えていった。現在では欧州だけでなく、南米サッカーもカバーした誌面作りがなされている。
構成としては毎号テーマに沿った特集が組まれ、選手や監督のインタビュー、各国代表の試合（W杯やEURO大会の公式戦や国際親善試合）、各国リーグやUEFA CLなどの展望や結果、各国主要クラブの強化戦略や分析などが掲載されている。近年は主に、イタリア人監督のロベルト・ロッシやイタリア人ジャーナリストのジャンルカ・ディ・マルツィオが寄稿している。
ページの終わりには欧州、南米の記者やジャーナリストがその国のリーグや代表に関するコラム、欧州や南米のリーグ戦・カップ戦の結果や順位が掲載されている。その中でも、スペイン担当記者であるヘスス・スアレスのコラムは、辛辣なコメントや、独特の言い回しが多用されており、一部からカルト的な人気を得ている。この他にも選手本人によるコラムが隔号連載されている。
過去にはイタリア代表MFジェンナーロ・ガットゥーゾ、スペイン代表DFセルヒオ・ラモス、イングランド代表DFジョン・テリー、スペイン代表GKイケル・カシージャス、イタリア代表DFファビオ・カンナヴァーロ、スペイン代表MFファン・マヌエル・マタらのコラムも連載されていた。また、元スペイン代表FWのフリオ・サリナスが、ラ・リーガでプレーする選手や他国のリーグでプレーするスペイン人選手と対談を繰り広げる「FACE TO FACE」は人気を博した。

## 増刊号
ムック本として、ワールドサッカーダイジェスト責任編集「ヨーロッパサッカー・トゥデイ（EUROPE SOCCER TODAY）」がある。
毎年6月上旬に発売される各国リーグ・チームの1シーズンを総括する「完結編」と、9月上旬に発売される新シーズンの展望、陣容、移籍情報を網羅した「シーズン開幕号」の二種がある。特に「開幕号」は選手名鑑の役割を果たしているため需要が高く、競合誌に当たるSOCCER KINGやSports Graphic Numberも、その需要を見越して同種の別冊・増刊号を同時期に発売する状況になっている。

## ライバル誌
- ワールドサッカーマガジン - 2008年に休刊
- ワールドサッカーグラフィック - 2008年に休刊
- SOCCER KING - 2025年に休刊
- Sports Graphic Number - Number自体は総合スポーツ誌であるが、近年は本誌で欧州サッカーの特集を多く組み、欧州サッカーを扱う別冊ムックも発行するなど、事実上のライバル誌となっている。

## 関連人物
- 粕谷秀樹（初代編集長、のちスーパーバイザー）
- 中森友香（フットサル体験コラム担当）
- 本田朋子（2004年から2005年まで、フットサル体験コラム担当）
- 相内優香（2006年から2007年まで、フットサル体験コラム担当）
- ヘスス・スアレス（1994年より寄稿している、名物ジャーナリスト）